# L'Hôme-Chamondot
L'Hôme-Chamondot är en kommun i departementet Orne i regionen Normandie i nordvästra Frankrike. Kommunen ligger i kantonen Longny-au-Perche som tillhör arrondissementet Mortagne-au-Perche. År 2022 hade L'Hôme-Chamondot 260 invånare.

## Befolkningsutveckling
Antalet invånare i kommunen L'Hôme-Chamondot
| Referens: INSEE |